# Philorhizus paulo
Philorhizus paulo es una especie de escarabajo de la familia Carabidae.

## Distribución geográfica
Es endémico de la península ibérica (España).